# Pohar
Pohar je priimek več znanih Slovencev:
- Andrej Pohar (*1974), igralec badmintona
- Borut Pohar CM, zdravnik, predavatelj na TEOF UL in urednik revije Prijatelj
- Ciril Pohar (*1948), kemijski tehnolog, univ. profesor
- Danče Pohar (*1944?), začetnik športnega badmintona v Sloveniji (Janez in Danče Pohar...)
- Edvard Pohar (1912 - 1997), zdravnik ortoped
- Ivan Pohar (1887 - ?), planinec
- Janez Pohar (*1933), geolog, palenontolog
- Jovan (Janez) Pohar, novinar
- Jurij Pohar (1951 - 2020), agronom zootehnik in strokovnjak za trženje v kmetijstvu
- Lado Pohar (1920 - 2011), novinar, publicist, direktor TV Ljubljana
- Lojze Pohar (1920 - 2003), montanist, partizanski spomeničar
- Maja Pohar (*1976), igralka badmintona
- Maks Pohar (1897 - 1974), zdravnik, socialno-zdravstveni delavec
- Nejc Pohar (*1976), režiser, publicist, pisatelj
- Robert Pohar (1887 - 1966), kritik, igralec
- Vida Pohar (1934 - 2022), geologinja, paleontologinja